# Drawski Młyn
Drawski Młyn (deutsch Dratzigmühle) ist ein Dorf in der Landgemeinde Drawsko (Dratzig) im Powiat Czarnkowsko-Trzcianecki (Czarnikau-Schönlanke) der polnischen Woiwodschaft Großpolen.

## Geographische Lage
Drawski Młyn liegt im Nordwesten der Woiwodschaft Großpolen, etwa 100 Kilometer nordwestlich der Woiwodschaftshauptstadt Posen (Poznań).

## Geschichte
1854 wurde eine Gießerei in Drawski Młyn gegründet, die auch heute noch besteht. Seit 1911 besteht eine Schule in Drawski Młyn. Nach dem Ersten Weltkrieg kam der Ort mit dem Kreis Filehne zu Polen.

## Kirche

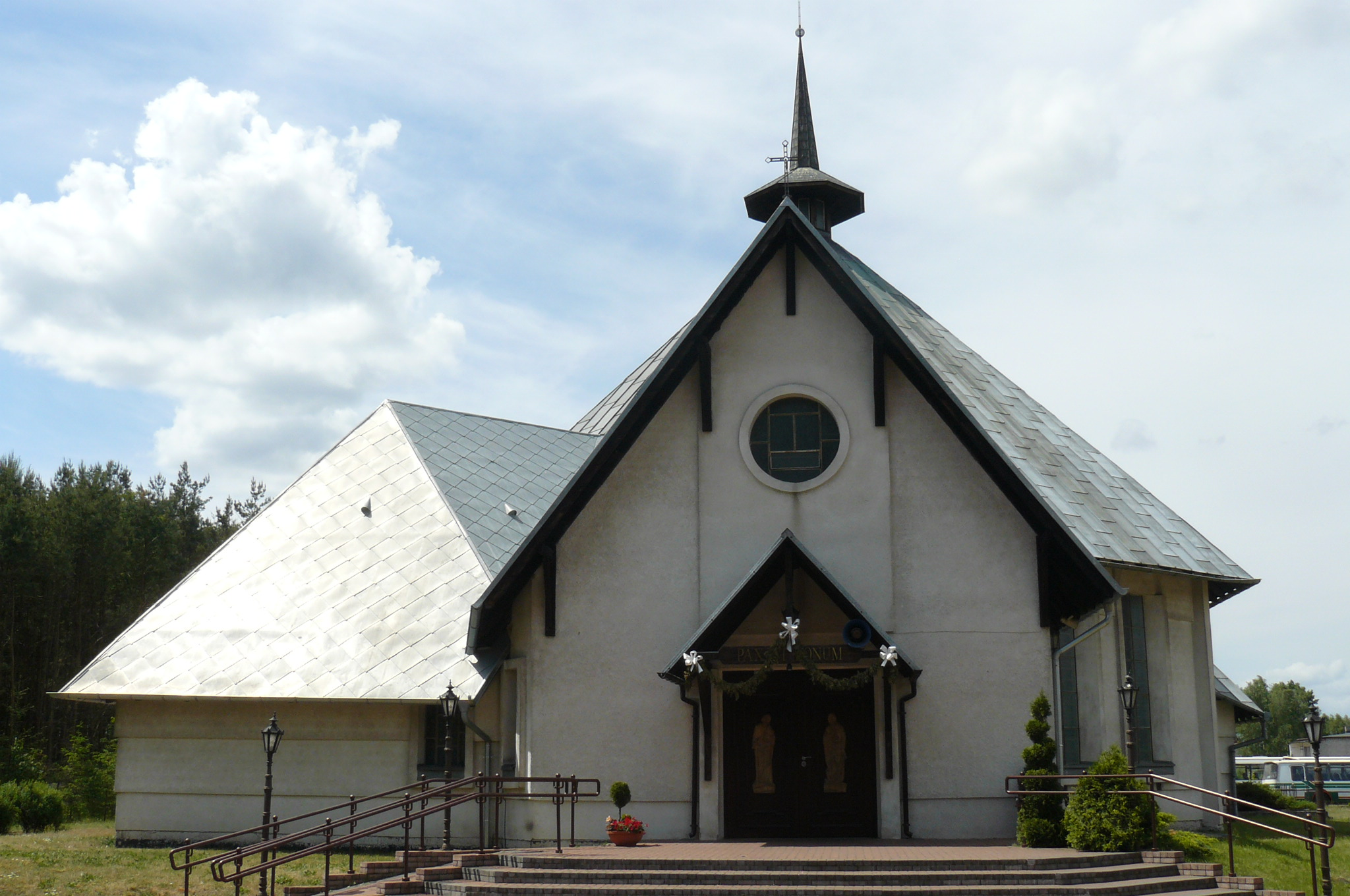
Katholische Kirche zur göttlichen Vorsehung in Drawski Młyn

Zunächst gehörte Drawski Młyn zur Kirchgemeinde Wieleń. Anfang des 20. Jahrhunderts wurde eine Kirchgemeinde in Drawsko gegründet, der auch Drawski Młyn zugeordnet wurde. Ab 1972 gab es Planungen, eine zweite Kirche in Drawski Młyn zu errichten. Der Bau der Kirche wurde 1981 genehmigt und begann 1985, im Jahr 1991 wurde das Gebäude fertiggestellt und im selben Jahr vom Posener Weihbischof Stanisław Napierała geweiht.

## Verkehr

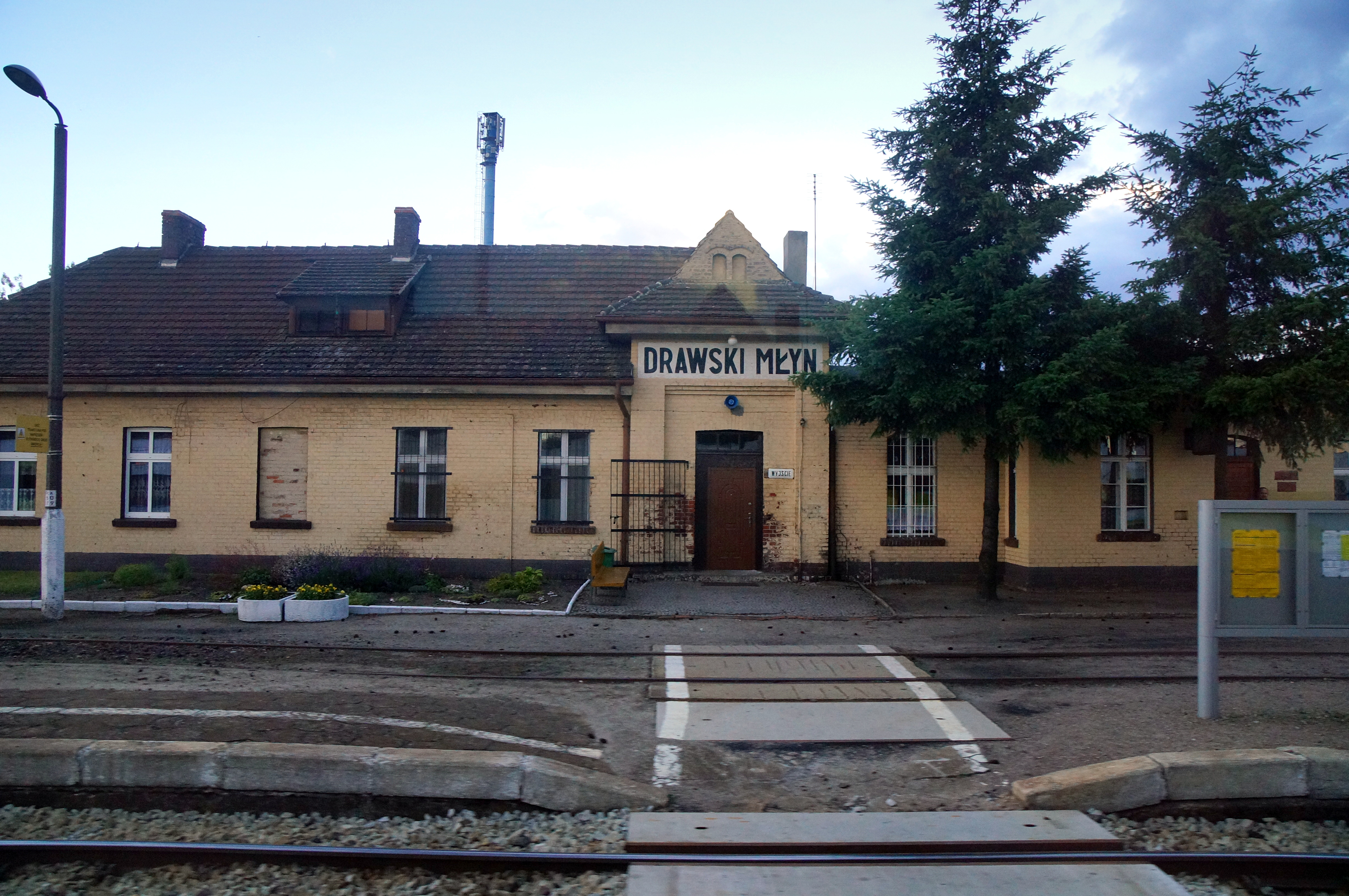
Bahnhof in Drawski Młyn

Durch den Ort führt die DW 181, die Drezdenko (Driesen) in der Woiwodschaft Lebus mit Wieleń (Filehne) verbindet. In Drawski Młyn befindet sich außerdem der einzige Bahnhof der Gemeinde Drawsko, der an der Bahnstrecke Poznań–Szczecin liegt. Zusätzlich zweigte in Drawski Młyn die Bahnstrecke Inowrocław–Drawski Młyn nach Inowrocław (Hohensalza) ab, die aber heute teilweise stillgelegt ist, der Abschnitt nach Drawski Młyn wird nicht mehr befahren.